# 2001–2002-es osztrák labdarúgó-bajnokság (első osztály)
A 2001–2002-es osztrák labdarúgó-bajnokság az osztrák labdarúgó-bajnokság legmagasabb osztályának kilencvenegyedik alkalommal megrendezett bajnoki éve volt.
A pontvadászat 10 csapat részvételével zajlott. A bajnokságot a Tirol Innsbruck csapata nyerte.

## A bajnokság végeredménye
| #  | Csapat                  | M  | Gy | D  | V  | RG | KG | P  |
| -- | ----------------------- | -- | -- | -- | -- | -- | -- | -- |
| 1  | FC Tirol Innsbruck      | 36 | 23 | 6  | 7  | 63 | 20 | 75 |
| 2  | SK Sturm Graz           | 36 | 18 | 11 | 7  | 68 | 42 | 65 |
| 3  | Grazer AK               | 36 | 17 | 12 | 7  | 69 | 39 | 63 |
| 4  | FK Austria Wien         | 36 | 14 | 11 | 11 | 53 | 38 | 53 |
| 5  | FC Kärnten              | 36 | 14 | 8  | 14 | 40 | 52 | 50 |
| 6  | SV Austria Salzburg     | 36 | 13 | 10 | 13 | 42 | 40 | 49 |
| 7  | SC Schwarz-Weiß Bregenz | 36 | 12 | 9  | 15 | 51 | 70 | 45 |
| 8  | SK Rapid Wien           | 36 | 11 | 10 | 15 | 37 | 49 | 43 |
| 9  | SV Ried                 | 36 | 9  | 9  | 18 | 37 | 54 | 36 |
| 10 | Admira Wacker Mödling   | 36 | 3  | 6  | 27 | 25 | 81 | 15 |

- A Tirol Innsbruck a 2001-2002-es szezon bajnoka.
- A Tirol Innsbruck csődbe ment, ezért helyette a Sturm Graz vett részt a 2002–03-as UEFA-bajnokok ligájában.
- A Grazer AK és az Austria Wien részt vett a 2002–03-as UEFA-kupában.
- Az Admira Wacker Mödling kiesett a másodosztályba (Erste Liga).